# Festival Varilux de Cinema Francês
Festival Varilux de Cinema Francês ou Festival Varilux é um festival de cinema criado em 2008 pela Unifrance com apoio da Embaixada da França no Brasil e da Delegação das Alianças Francesas. Fora da França, tornou-se em 2017 o maior festival de cinema francês do mundo. É produzido pela Bonfilm e apresentado anualmente nos cinemas de várias regiões do Brasil. Em 11 anos de festival, teve o público de mais de um milhão de pessoas.
Tem como os principais patrocinadores a Varilux/Essilor,  além do apoio de outras instituições e empresas que variam a cada edição do festival.

## Histórico
Após a associação da Unifrance, da Embaixada da França no Brasil e da Delegação das Alianças Francesas, a primeira edição foi produzida pela Bonfilm em 2008 e realizada em 11 salas de cinemas de nove cidades cidades do Brasil com um público de 25 mil espectadores.
Em 2018 a Bonfilm iniciou uma parceria com o Sesc Nacional para apresentar o festival gratuitamente em locais que geralmente não tem cinemas. Em 2019, Christian Boudier, um dos curadores do festival, disse que "conseguimos mudar a imagem do cinema francês ao longo destes dez anos, a prova disso é que conseguimos entrar agora em cinemas comerciais, como Cinemark, Cinépolis, Kinoplex e Cinesystem."
Em 2020 ultrapassou um milhão de espectadores e 35 mil sessões de cinema. Devido a quarentena imposta pela pandemia de Covid-19, foi apresentada pela embaixada da França no Brasil e a produtora e distribuidora Bonfilm uma edição virtual do festival (Festival Varilux em Casa) na qual cinquenta filmes ficaram disponíveis temporariamente para serem assistidos gratuitamente e online no Looke. Ainda em 2020, também foi apresentada a edição presencial, com dezessete filmes novos em alguns cinemas do Brasil que apresentavam protocolos de segurança para exibir o festival.

## Edições
Em ordem decrescente de lançamento
| Edição                | Tema do ano da identidade visual                        | Data do festival                       |
| --------------------- | ------------------------------------------------------- | -------------------------------------- |
| Festival Varilux 2024 | Alain Delon em O Sol por Testemunha                     | 7 a 20 de novembro de 2024             |
| Festival Varilux 2023 | Julia de Nunez em Bardot                                | 9 a 22 de novembro de 2023             |
| Festival Varilux 2022 | Virginie Efira e Romain Duris em En attendant Bojangles | 21 de junho a 6 de julho de 2022       |
| Festival Varilux 2021 | Adieu les cons                                          | 25 de novembro a 8 de dezembro de 2021 |
| Festival Varilux 2020 | Jean-Paul Belmondo e Jean Seberg em À bout de souffle   | 19 de novembro a 3 de dezembro de 2020 |

## Delegação francesa no Brasil
Parte dos membros da produção ou do elenco de alguns dos filmes compareceram no festival no Brasil:
Festival Varilux 2023
| Nome                                        | Título no festival        | Título em português          |
| ------------------------------------------- | ------------------------- | ---------------------------- |
| Julia de Nunez (atriz)                      | Bardot                    | bra: Brigitte Bardot         |
| Cedric Kahn (diretor), Stefan Crepon (ator) | Making of                 | bra: Making Of               |
| Bruno Chiche (diretor)                      | Maestro(s)                | bra: Maestro(s)              |
| Anna Novion (diretora)                      | Le Théorème de Marguerite | bra: O Desafio de Marguerite |
| Baya Kasmi (diretora)                       | Youssef Salem a du succès | bra: O Livro da Discórdia    |
| Rémi Bezançon (diretor e ator)              | Un coup de maître         | bra: O Renascimento          |
| Nicolas Giraud (ator e diretor)             | L'Astronaute              | bra: O Astronauta            |

Festival Varilux 2021
| Nome              | Título no festival               | Título em português                |
| ----------------- | -------------------------------- | ---------------------------------- |
| Sami Outalbali    | Une histoire d'amour et de désir | bra: Uma História de Amor e Desejo |
| Benjamin Voisin   | Illusions perdues                | bra: Ilusões Perdidas              |
| Philippe Le Guay  | L'homme de la cave               | bra: Um Intruso no Porão           |
| Olivier Rabourdin | Boîte Noire                      | bra: Caixa Preta                   |

Festival Varilux 2016
| Nome            | Título no festival    | Título em português                   |
| --------------- | --------------------- | ------------------------------------- |
| Virginie Efira  | Un homme à la hauteur | bra: Um Amor à Altura                 |
| Lou de Laâge    | Les Innocentes        | bra: Agnus Dei                        |
| Vincent Lacoste | Lolo                  | bra: Lolo - O Filho da Minha Namorada |

## Filmes mais assistidos
Em algumas edições, o festival divulgou os filmes mais assistidos do ano;
| Ano da edição | Título                  | Titulo em português                      |
| ------------- | ----------------------- | ---------------------------------------- |
| 2023          | Une Belle course        | bra: Conduzindo Madeleine                |
| 2022          | En corps                | bra: O Próximo Passo                     |
| 2021          | Délicieux               | bra: Delicioso – Da Cozinha para o Mundo |
| 2019          | Un peuple et son roi    | bra: A Revolução em Paris                |
| 2017          | Paris pieds nus         | bra: Perdidos em Paris                   |
| 2017          | Demain tout commence    | bra: Uma Família de Dois                 |
| 2017          | Telle mère, telle fille | bra: Tal Mãe, Tal Filha                  |
| 2016          | Chocolat                | bra: Chocolate                           |
| 2016          | Les Innocentes          | bra: Agnus Dei                           |
| 2016          | Un homme à la hauteur   | bra: Um Amor à Altura                    |
| 2015          | Samba                   | bra/prt: Samba                           |

## Título
- Em 2017 ganhou o título de maior festival de cinema francês do mundo após ser assistido por 180 mil pessoas na edição.[6]

## Prêmio do público
Em 2024 foi lançado o Prêmio do Público, onde os espectadores que assistiram os filmes votam no site do festival.